# 庇護城市
庇護城市（英語：Sanctuary city，法语：ville sanctuaire，西班牙语：ciudad santuario）是指北美一些反對驅趕非法移民的市政管辖区，此類管轄區的特點是不太會與聯邦政府一同採取措施執行移民法，即不太會驅趕非法移民。庇护城市的首長表示，他们希望减少驱逐出境以及由此引發的家庭破裂對非法移民造成的恐惧。在美国，庇護城市的市政政策包括禁止警察或執法者询问市民是否是移民或來自哪裡，庇護城市還能拒绝国家移民局的要求。2018年，美国移民改革联合会估计，美国有564个司法管辖区采取了移民庇护政策。
欧洲城市受到美国庇護城市的启发，也出現類似的城市，但庇護城市在欧洲和北美有不同的含义。在英国和欧洲大陆，庇护城市是指那些欢迎难民、尋求庇护者和其他寻求安全的人的城市。在英格兰、威尔士、苏格兰和北爱尔兰，至少有80个城镇、城市和地方区域施行此類歡迎移民的市政政策。

## 更多閱讀
- Laura Lopez-Sanders. . James Ciment; John Radzilowski  (编).  2nd. M. E. Sharpe（英语：M. E. Sharpe）. 2014  [2021-04-29]. ISBN 9780765682130. （原始内容存档于2021-04-29）.
- American Immigration Council: “Sanctuary” Policies: An Overview （页面存档备份，存于）